# Apáczai Csere János utca
Az Apáczai Csere János utca Budapest V. kerületében található, a Március 15. tér és az Eötvös tér között húzódik.

## Története
A pesti városfal és a Duna-parti rondella lebontása lehetővé tette egy egységes Duna-parti házsor megépítését. Az első jelentősebb épület a Kemnitzer-féle első magyar Nagy Kávéház, a későbbi Angol Királynő Szálloda volt, amely 1792-ben nyílt meg. A rondella helyén 1833-ra épült fel Pollack Mihály tervei alapján a Redoute, a mai Vigadó elődje. A klasszicista paloták előtt széles sétány vezetett, majd egy rézsű a Duna medréig. Az épületek az 1838-as nagy pesti árvíz idejére már zárt házsort alkottak. Ez volt az egykori Duna-sor. Amikor az akadémiától északra vezető Váci-út házai is felépültek, a Duna-sorból Alsó Duna-sor lett. 1849 májusában a Budáról a pesti palotasor ellen – a magyar honvédség ostroma miatt bosszús osztrák Heinrich Hentzi generális által – elrendelt ágyúzás súlyos károkat okozott az épületekben. Többnek leégett a tetőszerkezete, így az 1850-es években az épületek egy részét újjá- ill. átépítettek.
1864 és 1867 között kiépítették a rakpartot és a Dunakorzót az Eötvös tér és a Eskü tér (Március 15. tér) között és az így feltöltött parton új teleksort alakítottak ki. A Felső Duna-sor és az Alsó Duna-sor eleje utcává alakult, amit 1870 körül Ferenc József 1868-ban született lányáról Főhercegnő Mária Valéria utcának, 1950-ben Móricz Zsigmond utcának majd 1951-től Apáczai Csere János utcának hívnak. Az utca páratlan oldalán megmaradt Pest néhány reformkori háza.
- 3. szám: Háromemeletes klasszicista ház 9 ablakkal. Mennyezete kazettás, kapualja szegmensíves boltozatú, ebből dél felé egy négyoszlopos előtéren át nyílik a főlépcsőház. A ház első emeletén ötablakos díszterem volt pilléres-oszlopos kiképzéssel, amit később szobákká alakítottak át. A házat Hofrichter József építette 1811-ben Szemerédy András számára. Mai alakját az 1838-as pesti árvíz után nyerte el.

- 5. szám: Háromemeletes klasszicista lakóház, aminek a kapuja felett dombormű látható, ami két, bőségszarut emelő nőalakot ábrázol. A kapu zárókövén Zeusz-fej, a földszinti pilléreken kőből faragott női és férfifejes tondók vannak. A kapualja kazettadíszítésű. Hofrichter József építette 1814-15-ben Gyürky Pál számára. A ház belsejét 1885-ben teljesen átépítették, régi lépcsőházát lebontották. A szobrászati díszeket Dunaiszky Lőrinc készítette.

- 7. szám: Háromemeletes klasszicista saroklakóház. A kapu zárókövén Zeusz-fej van. 1812-13-ban építette Pollack Mihály Kardetter Tamás ács számára.

- 15/a-b. szám: Wurm-udvar, Dorottya-udvar. Háromhomlokzatos, négyemeletes klasszicista ház. A főhomlokzatán 18 tengelyes, a középrészén két emeletenként lizénasor látható. Az épület eredetileg kétemeletes. Két fekvő szoboralak díszíti, amiket Huber József készített. Szintén ő készítette az udvaron található kutat. Az oldalhomlokzata a Szende Pál utcára néz 23 ablakkal, a Dorottya utcára néző hátsó homlokzata 18 ablakos. Ezt az oldalt Hauszmann Alajos 1893-ban, amikor a házat bankká alakították, kovácsoltvas ablakrácsokkal látta el. A házat eredetileg Zitterbarth Mátyás kezdte el építeni Wurm János vaskereskedő megbízásából 1814-ben, és Pollack Mihály fejezte be 1821–22-ben. A plusz két emeletet Piescher József építette rá 1867-ben Almay (Wurm) Rezső kérésére. Az épület az államosításig bank volt, majd a Technoimpex külkereskedelmi vállalat székháza lett. A cég 1994-ben költözött ki az épületből. 2006-ban kezdték renoválni a palotát, amit Dorottya-udvar néven nyitottak meg 2009-ben.

## Külső hivatkozások
- A Wurm-udvartól a Palazzo Dorottyáig - Fővárosi blog. fovarosi.blog.hu, 2011 [last update]. (Hozzáférés: 2011. április 27.)
- Palazzo Dorottya. palazzodorottya.com, 2010 [last update]. (Hozzáférés: 2011. április 27.)[halott link]
- Erős Zoltán: Magyar irodalmi helynevek A-tól Z-ig. Kis-lant Kiadó Budapest (1995) ISBN 963 8284 03 X